# Jaka Bijol
Jaka Bijol (* 5. Februar 1999 in Vuzenica) ist ein slowenischer Fußballspieler, der bei Udinese Calcio unter Vertrag steht. Seit Oktober 2018 ist der Mittelfeldspieler slowenischer Nationalspieler.

## Karriere

### Verein
Bijol spielte in der Jugend des NK Dravograd und des NK Bravo, bevor er sich im Sommer 2017 dem Erstligisten NK Rudar Velenje anschloss. Am 16. Juli (1. Spieltag) debütierte er beim 2:1-Heimsieg gegen den NK Domžale in der ersten Mannschaft. Er etablierte sich rasch als Stammspieler im zentralen Mittelfeld. Am 17. März (24. Spieltag) erzielte er beim 2:1-Heimsieg gegen den NK Celje sein erstes Tor. In dieser Saison 2017/18 kam er in 30 Ligaspielen zum Einsatz, in denen er dreimal traf.
Am 22. Juni 2018 wechselte Bijol zum russischen Erstligisten ZSKA Moskau, wo er einen Fünfjahresvertrag unterzeichnete. Sein erstes Spiel in der höchsten russischen Spielklasse absolvierte er am 31. Juli (1. Spieltag), als er beim 0:0-Unentschieden gegen Krylja Sowetow Samara in der zweiten Halbzeit für Chetag Muratowitsch Chossonow eingewechselt wurde. In dieser Saison 2018/19 wurde er als Rotationsspieler eingesetzt. Am 9. März 2019 (19. Spieltag) traf er beim 3:0-Heimsieg gegen Rubin Kasan kurz nach seiner Einwechslung in der Schlussphase der Partie. In der weiteren Spielzeit erzielte er drei weitere Treffer und kam insgesamt in 23 Ligaspielen zum Einsatz. In der Spielzeit 2019/20 wurde er zu Beginn in nahezu allen Ligaspielen als Einwechselspieler eingesetzt.
Im September 2020 wurde Bijol für eine Saison an den deutschen Zweitligisten Hannover 96 ausgeliehen, welcher zudem eine Kaufoption besaß. Diese Kaufoption galt sowohl bei Aufstieg in die erste deutsche Bundesliga als auch bei Ligaverbleib.
Seit der Saison 2022/23 trägt er das Trikot von Udinese Calcio.

### Nationalmannschaft
Bijol spielte in diversen slowenischen Juniorenauswahlen, bevor er am 13. Oktober 2018 bei der 0:1-Auswärtsniederlage gegen Norwegen in der Qualifikation zur Europameisterschaft 2021 in der A-Auswahl debütierte.

## Erfolge
ZSKA Moskau
- Russischer Supercupsieger: 2018